# Тхасхинду
Тхасхинду (ထ, ထဆင်ထူး) — тха, 17-я буква бирманского алфавита, обозначает придыхательный глухой альвеолярный взрывной согласный /th/. Используется в бирманском, монском (монское письмо), шанском (шанское письмо) и нескольких каренских языках. Графически является омоглифом математического знака бесконечности или лемнискаты Бернулли.
Шрифт видоизменяется в зависимости от языка (шанский, монский и т. д.).

## Тхасхинду в грамматике
- Тхэ (бирм.ထဲ,салоупау: тхасхинду наупьин) — предлог «В».

## Синоглифы
- Тхакарам — ഥ.
- Тхотхунг — ถ.
- Тхани — თ.
- Тхо (армянская буква) — Թ.